# Diners, Drive-Ins and Dives
Diners, Drive-Ins and Dives är en amerikansk reality-tv-serie med kocken Guy Fieri som programvärd.
I serien besöker Guy Fieri restauranger och provar lokala maträtter på en rundresa i USA.
Exempel på kända personer som visat Guy Fieri favoritmatställen i sina hemstäder: Matthew McConaughey, Gene Hackman, Kid Rock, Chris Rock, Adam Sandler, Kevin James, Clint Bowyer, Gene Simmons och Steve Harwell.